# Franziskanerbau (Quedlinburg)

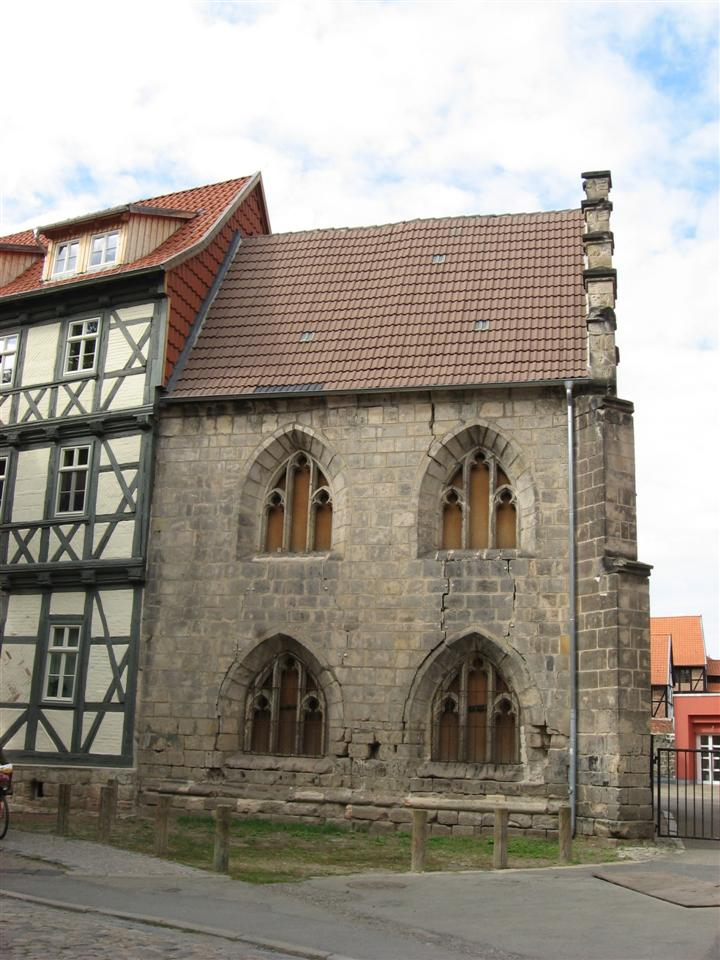
Franziskanerbau, 2009

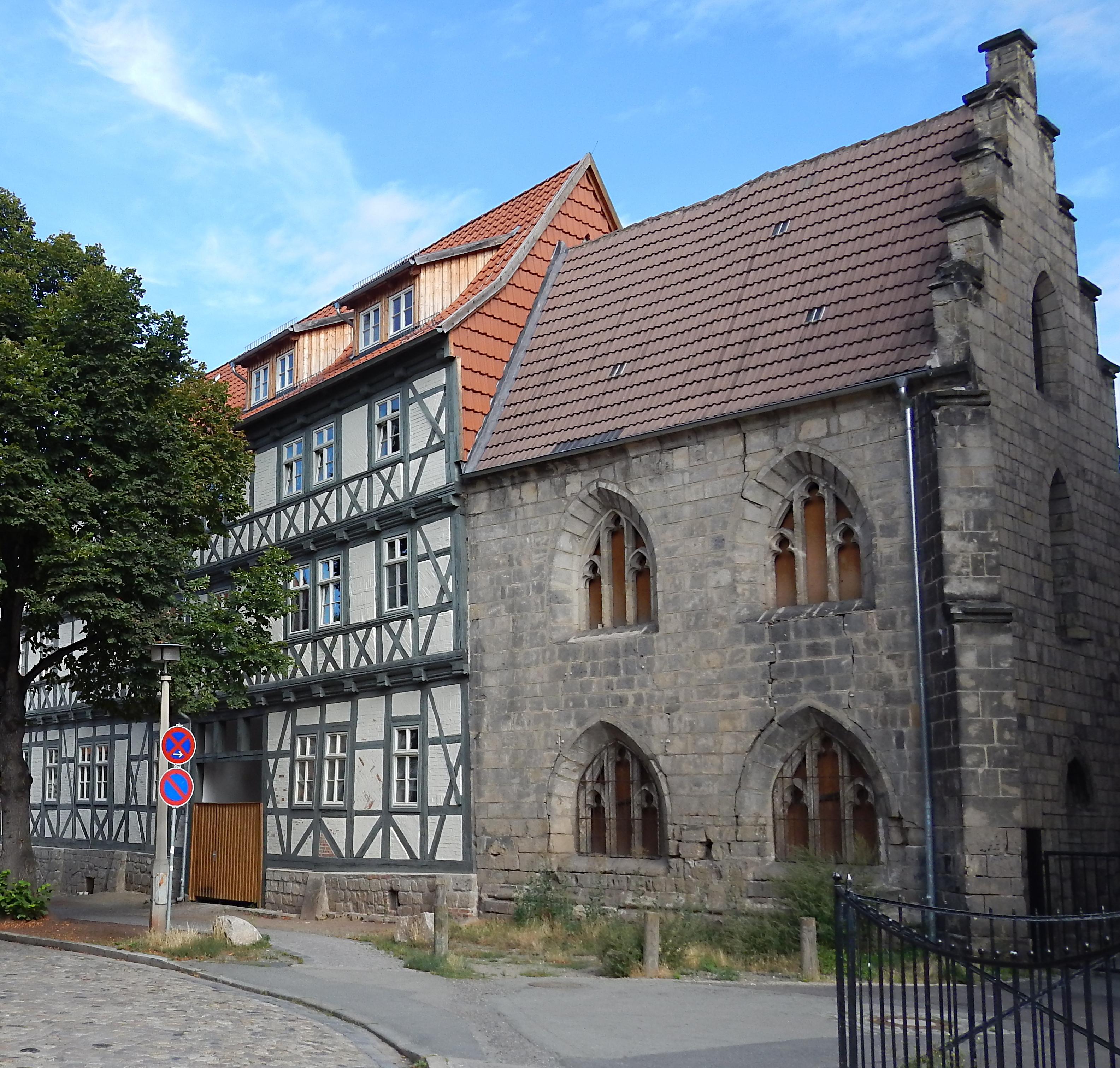
2013

Der Franziskanerbau, auch Franziskanerkapelle, ist ein denkmalgeschütztes Gebäude in der Stadt Quedlinburg in Sachsen-Anhalt.

## Lage
Das Gebäude, für das früher eine Funktion als Kapelle vermutet wurde, befindet sich in der Schulstraße unmittelbar westlich der Bosseschule. Eine Funktion als Kapelle ist nirgendwo belegt, und die fehlende Apsis spricht gegen eine solche Nutzung. Westlich grenzt das gleichfalls denkmalgeschützte Haus Breite Straße 34 an. Der Standort der ehemaligen Kirche St. Franziskus wird aber auf dem heutigen Schulplatz in Richtung Klink vermutet.

## Geschichte
Der kleine Bau stellt den Rest eines ehemaligen Franziskanerklosters dar. Das Kloster der Barfüßer erstreckte sich zwischen Breiter Straße und Schulstraße.
Ein Konvent des 1210 gegründeten Franziskanerordens wird in Quedlinburg erstmals 1257 erwähnt. Er gehörte zur Sächsischen Franziskanerprovinz. Im 14. Jahrhundert fanden im Kloster der Franziskaner, die offenbar das Vertrauen beider Parteien genossen, Verhandlungen zwischen Graf Albrecht von Regenstein und dem Halberstädter Bischof Albrecht II. statt. Im Zuge der Reformation wurde das Kloster 1525 säkularisiert, nachdem es von der Bürgerschaft erstürmt worden war. An gleicher Stelle wurde eine Lateinschule eingerichtet. Hieraus ging später das Quedlinburger Gymnasium hervor. Die mittelalterlichen Klosterbauten wurden schon im Laufe des 16. Jahrhunderts durch neue Gebäude ersetzt. Ab 1890 erfolgte eine grundlegende Umgestaltung des Bereichs. Die Gebäude östlich des erhaltenen Baus wichen dem Neubau der Bosseschule. Ab 1903 fanden zeitweise Gottesdienste der Jüdischen Gemeinde Quedlinburgs im Gebäude statt.  Die Kapelle diente dann länger als Turnraum der Bosseschule. Das derzeit leerstehende Gebäude soll über das Förderprogramm Stadtumbau Ost – Aufwertung für 420.000 Euro gesichert werden. Anschließend ist geplant, die Räume für Veranstaltungen der anliegenden Schule herzurichten. Unter anderem ist dafür eine Brücke zwischen den ersten Geschossen der Schule und der ehemaligen Kapelle geplant.

## Architektur
Der erhaltene einschiffige und zweigeschossige Bau entstand vermutlich in der zweiten Hälfte des 13. Jahrhunderts im Stil der Hochgotik. Zur Ostseite besteht ein markanter Treppengiebel, der in den 1890er-Jahren errichtet wurde, als an dieser Stelle ein Teil des Gebäudes entfernt wurde. Ursprünglich verfügte der Bau über drei Joche. Erhalten sind zwei Joche auf einem quadratischen Grundriss. Das Erdgeschoss wird von Kreuzrippengewölben, das Obergeschoss von Kreuzgratgewölben überspannt. An den Wänden des Erdgeschosses befinden sich kämpferlose Halbsäulen. Die Fenster sind um 1890 dreiteilig ausgestaltet und verfügen über ein einfaches Maßwerk. Während das Obergeschoss auf zwei Seiten über Fensterfronten verfügt, sind im Erdgeschoss die Fenster nur auf der Südseite angeordnet. Am schlichten Portal, welches sich bis 1890 an der Stelle des rekonstruierten westlichen Fensters der Südseite befand, finden sich durchgesteckte Profile.
Im örtlichen Denkmalverzeichnis ist die Kapelle unter der Erfassungsnummer 094 45737 als Baudenkmal verzeichnet.